# Kalle Westerlund
Karl Mauritz "Kalle" Westerlund (* 22. September 1897 in Helsinki; † 11. Februar 1972 ebenda) war ein finnischer Ringer. Er gewann bei den Olympischen Spielen 1924 in Paris eine Bronzemedaille im griechisch-römischen Stil im Leichtgewicht.

## Werdegang
Kalle Westerlund begann als Jugendlicher wie seine Brüder Edvard und Emil beim Athletik-Klub Helsinki mit dem Ringen. Er konzentrierte sich dabei auf den griechisch-römischen Stil.
1920 belegte er bei der finnischen Meisterschaft im Leichtgewicht hinter Oskari Friman und seinem Bruder Edvard den 3. Platz. 1921 startete er bei der Weltmeisterschaft im heimischen Helsinki wieder im Leichtgewicht und besiegte dort u. a. so starke Ringer wie Albert Kusnets aus Estland und Edvard Huupponen aus Finnland, verpasste aber nach Niederlagen gegen seine finnischen Landsleute Oskari Friman und Juho Ikävalko und dem Letten Rafael Rone mit dem 4. Platz knapp die Medaillenränge.
1922 kam er bei der finnischen Meisterschaft im Leichtgewicht hinter Taavi Tamminen und Edvard Huupponen auf den 3. Platz. 1924 wurde er hinter Herman Nykänen dann finnischer Vizemeister im Leichtgewicht. In diesem Jahr startete er auch bei den Olympischen Spielen in Paris im Leichtgewicht. Er besiegte dort Fuat Akbas aus der Türkei und L. Christoffel aus Belgien, verlor dann gegen Lajos Keresztes aus Ungarn, sicherte sich danach aber noch mit Siegen über Alfred Praks aus Estland, František Kratochvíl aus der Tschechoslowakei und Albert Kusnets eine Bronzemedaille. Das war sicher der größte Erfolg seiner Ringerlaufbahn.
1927 gewann er schließlich noch im Mittelgewicht seinen einzigen finnischen Meistertitel.

## Internationale Erfolge
| Jahr | Platz  | Wettbewerb              | Gewichtsklasse | Ergebnisse |
| 1921 | 4.     | WM in Helsinki          | Leicht         | nach Siegen über Albert Kusnets und Eduard Hermann, beide Estland, Edvard Huupponen, Finnland und W. Doll, Niederlande und Niederlagen gegen Oskari Friman und Juho Ikävalko, beide Finnland und Rafael Rone, Lettland |
| 1923 | 2.     | Göteborger Kampfspiele  | Leicht         | hinter Kalle Anttila, Finnland, vor Eriksen, Norwegen |
| 1924 | Bronze | OS in Paris             | Leicht         | nach Siegen über Fuat Akbas, Türkei und L. Christoffel, Belgien, einer Niederlage gegen Lajos Keresztes, Ungarn und Siegen über Alfred Praks, Estland, Frantisek Kratochvil, Tschechoslowakei und Albert Kusnets       |
| 1925 | 1.     | Nordische Meisterschaft | Leicht         | |

## Finnische Meisterschaften
| Jahr | Platz | Gewichtsklasse | Ergebnisse                                  |
| 1920 | 3.    | Leicht         | hinter Oskari Friman und Edvard Westerlund  |
| 1922 | 3.    | Leicht         | hinter Taavi Tamminen und Edvard Huupponen  |
| 1924 | 2.    | Leicht         | hinter Herman Nykänen, vor Volmari Vikström |
| 1927 | 1.    | Mittel         | vor Urho Helenius und Aarne Mäki            |

Erläuterungen
- alle Wettkämpfe im griechisch-römischen Stil
- OS = Olympische Spiele, WM = Weltmeisterschaft
- Leichtgewicht, Gewichtsklasse bis 67,5 kg, Mittelgewicht bis 75 kg Körpergewicht